# Джонатан Майкл Грегорі
Джонатан Майкл Грегорі, член Королівського товариства (FRS) — науковець, що займається моделюванням клімату, працює над механізмами глобальних змін клімату та рівня моря в десятилітньому та більш тривалому часовому масштабі в Метеорологічному бюро та Університеті Редінга.

## Освіта
Грегорі здобув освіту в школі Стенбороу міста Велвін-Гарден-Сіті та Оксфордському університеті. Він закінчив аспірантуру в Бірмінгемському університеті, де здобув ступінь доктора філософії з експериментальної фізики елементарних частинок у 1990 році за роботу над експериментом UA1 у CERN.

## Кар'єра та дослідження
Грегорі є старшим науковцем відділу клімату Національного центру з атмосферних наук (NCAS-Climate) Ради з досліджень природного середовища (NERC), розташованого в Департаменті метеорології Університету Редінга; Він також є науковим співробітником із зміни клімату в Метеорологічному центрі Хедлі з прогнозування та дослідження клімату.
У 2004 році дослідження, яке очолив Грегорі, було опубліковане в журналі Nature і передбачало, що Гренландський льодовик ймовірно буде знищений внаслідок глобального потепління, що призведе до підняття глобального рівня моря на 7,1 метра протягом наступних 1000 років чи більше.
Він був провідним автором глави 11 Звіту про третю оцінку Міжурядової групи експертів зі змін клімату (МГЕЗК) 2001 року Зміни рівня моря і зробив свій внесок як автор до глави про рівень моря в Другому оцінювальному звіті МГЕЗК. Грегорі також був співкоординатором глави 5 Звіту про четверту оцінку МГЕЗК 2007 року Observations: Oceanic Climate Change and Sea Level, і глави 10 Global Climate Projections.

## Вибрані видання
Разом з Грегорі працювали також Том Віглі, Філ Джонс та Джон Мітчелл. До його публікацій відносяться:
- Прибережне та глобальне середнє підвищення рівня моря за 1950—2000 роки[14]
- Про послідовне масштабування членів у рівнянні динаміки морського льоду[15]
- Змодельована та спостережена десятирічна мінливість вмісту тепла в океані[16]
- Загроза втрати льодовикового покриву Гренландії[8]
- Роль прісноводного балансу Атлантики в гітерезисі меридіональної перекидної циркуляції[17]
- Оцінка чутливості клімату на основі спостережень[18]
- Черч, Дж. А. та Дж. М. Грегорі, 2001. Зміни рівня моря. У: Енциклопедія океанських наук. Ред. Дж. Г. Стіл та К. К. Турекіан. Academic Press, Лондон.
- Порівняння результатів кількох AOGCMs для глобальних та регіональних змін рівня моря від 1900 до 2100 року[19].

## Нагороди та відзнаки
У 2010 році Грегорі отримав грант Європейської дослідницької ради (ERC) для проведення досліджень зміни рівня моря. У 2017 році Джонатан був обраний членом Королівського товариства (FRS). У 2007 році Нобелівську премію миру розділили між собою Міжурядова група експертів зі зміни клімату (МГЕЗК) та Ел Гор за роботу зі зміни клімату.
Науковець також отримав премію 2018 року Фонду BBVA у категорії Кліматичні зміни, спільно з Анні Казнав та Джоном Черчем за їхні визначні внески у виявленні, розумінні та прогнозуванні реакції глобального та регіонального рівня моря на антропогенні зміни клімату. Комітет відзначив їхні виняткові досягнення у цій області.